# 高士 (印度外交官)
高士（1974年3月29日—），音译苏吉特·高什，印度外交官，現任印度駐英國高級專員公署副專員，曾任印度駐廣州總領事等职务。

## 經歷
高士生於1974年3月29日。他擁有巴特那大學經濟學學士學位和賈瓦哈拉爾·尼赫魯大學國際關係學哲學碩士學位。
2001年進入印度外事服務部，選擇漢語作爲學習外語。高士還曾在印度駐北京、特拉維夫和達卡的大使館任職。在新德里的印度外交部，他曾在海灣国家司和美洲司擔任副处长，在東亞司擔任東亞、中國事務副司长。
2018年至2021年，担任印度驻广州总领事。
2021年至今，担任印度驻英国副高级专员。

## 個人生活
會說印地語、孟加拉語、英語和漢語。